# Bélgica en los Juegos Olímpicos de Melbourne 1956
Bélgica estuvo representada en los Juegos Olímpicos de Melbourne 1956 por un total de 57 deportistas que compitieron en 13 deportes.  
El portador de la bandera en la ceremonia de apertura fue el regatista André Nelis.

## Medallistas
El equipo olímpico belga obtuvo las siguientes medallas:
| Nombre       | Deporte     | Competición |
| ------------ | ----------- | ----------- |
| Oro          |             |             |
| —            |             |             |
| Plata        |             |             |
| Joseph Mewis | Lucha libre | 62 kg M     |
| André Nelis  | Vela        | Finn M      |
| Bronce       |             |             |
| —            |             |             |